# Suomi-Filmi

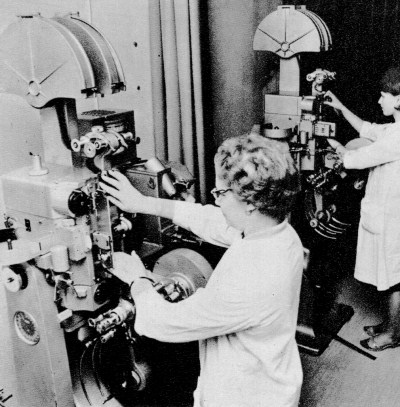
Suomi-Filmis filmlaboratorium.

Suomi-Filmi (även Suomi-Filmo Oy) är ett finländskt filmproduktionsbolag, grundat 1919 under namnet Osakeyhtiö Suomen Filmikuvaamo.

## Historia
I december 1919 tog Erkki Karu och fyra andra filmskapare initiativet till att grunda filmbolaget under namnet Osakeyhtiö Suomen Filmikuvaamo. Den 21 februari 1921 ändrades namnet till Suomi-Filmi och Karu fortsatte att verka som verkställande direktör och styrelseordförande, medan de övriga fyra grundarna lämnade företaget 1925. Karu kom dessutom att verka som bolagets chefsregissör från och med 1923 och bland dåtidens övriga kända regissörer inom bolaget märks Teuvo Puro och Carl von Haartman.
1920 lät Suomi-Filmi bygga om en idrottshall till en filmstudio på Virkatu 9 och denna kom att fungera fram till 1936. 1926 fick Suomi-Filmi tillgång till tio biografer runt om i Finland, ägda av Suomen Biografi och dessutom fick bolaget tillgång till Suomen Biografis företrädare och affärskontakter i utlandet. 1931 regisserade Karu bolagets första fulländande ljudfilm, Tukkipojan morsian, men två år senare lämnade Karu sina poster inom företaget. Bolagsstyrelsens nye ordförande blev T.W. Zimmermann och i julimånad blev Aarne Wuorenheimo ny VD. Den 15 oktober blev Risto Orko produktionschef.
Redan den 6 juni 1934 blev Matti Schreck ny VD för bolaget och Wuorenheimo sköts åt sidan, liksom Zimmermann, vars ordförandeskap i bolagsstyrelsen övertogs av Schreck. Nils Dahlström var sedan sommaren 1932 vice VD och i november 1936 ägde han, Orko och Schreck tillsammans 25,53 procent av företagets aktier. Från och med 1935 verkade Valentin Vaala som regissör för bolaget och från 1939, även Ilmari Unho. Fram till att Erkki Karus Suomen Filmiteollisuus inledde sin produktion under Toivo Särkkäs ledning 1938 var Suomi-Filmi landets största utgivare av dramafilmer.
Under slutet av 1930-talet uppstod splittringar mellan de ledande inom bolaget; Dahlström utestängdes 1940 och därefter ägde Orko och Schreck tillsammans 34,18 procent av aktierna. Under vinterkriget ställde sig produktionsbolaget på Tysklands sida och detta tolkades på olika sätt under krigets slutskede. 1945 lämnade Schreck sina poster och ny VD blev i november Risto Orko, vars aktieägande hade uppgått till 75,67 procent 1947. Efter 1944 producerade företaget ett fåtal filmer och gjorde mellan 1952 och 1954 endast fem stycken. Under 1960-talet var produktionen mycket oregelbunden och år 1980 avstannade den helt.
Under slutet av 1950-talet blev Orkos barn aktieägare i bolaget och han själv verkade som VD fram till 1976, då han övergick till posten som bolagsstyrelsens ordförande. Ny VD blev istället Eero Tähtinen, som 1984 ersattes av Kare Orko. Sedan 2014 är Risto Orkos dotterson, Ilari Pihl bolagets verkställande direktör.